# Jacob Monk
Jacob Elijah Monk (Raleigh, 4 giugno 2001) è un giocatore di football americano statunitense che milita nel ruolo di centro per i Green Bay Packers della National Football League (NFL).

## Carriera universitaria
Monk giocò per cinque stagioni nel college football con i Duke Blue Devils. Il padre, Stanley, aveva giocato anch’egli a Duke come running back nel periodo 1984–87. Lo zio, Quincy Monk, giocò come linebacker nella NFL per i New York Giants e gli Houston Texans nel periodo 2002–2004.
A Duke, Monk giocò principalmente come guardia destra, ma disputò anche alcuni snap come tackle destro, centro e guardia sinistra, in più di 50 partite per i Blue Devils. Per tre volte Monk fu inserito nella formazione ideale dell’ACC. Nell’ultima stagione fu nominato capitano della squadra.
Fu durante il college che Monk scoprì di avere un’allergia incredibilmente rara, pur non in forma grave: l'orticaria da freddo, ossia l’allergia all’acqua fredda.

## Carriera professionistica
Monk fu scelto nel corso del quinto giro (163º assoluto) del Draft NFL 2024 dai Green Bay Packers. Debuttò come professionista subentrando nel primo turno nella sconfitta contro i Philadelphia Eagles per 34-29 alla Corinthians Arena di San Paolo, in Brasile. La sua prima stagione si chiuse con dieci presenze, nessuna delle quali come titolare.